# 알바니아 축구 국가대표팀

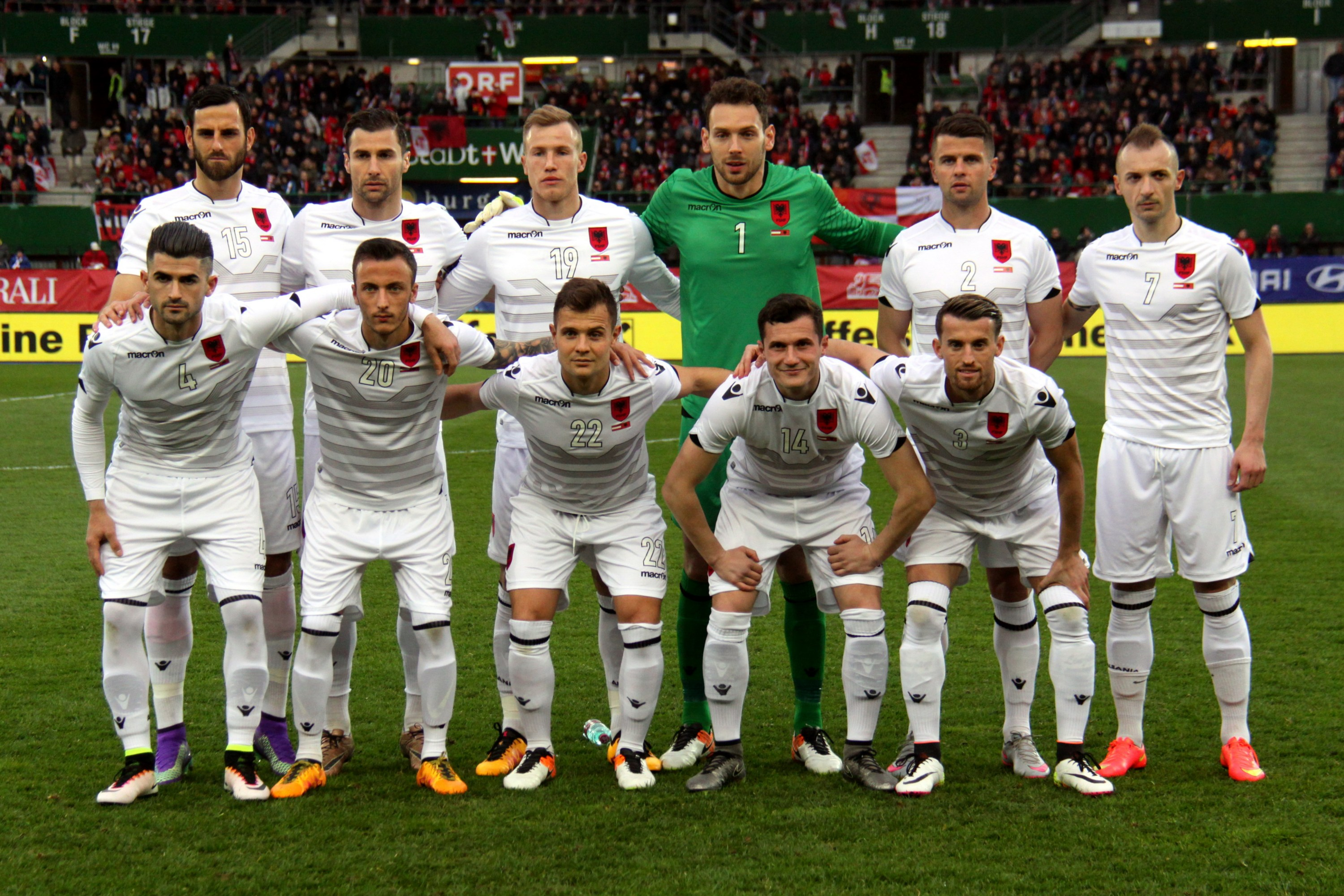
알바니아 축구 국가대표팀 (2016)

알바니아 축구 국가대표팀(알바니아어: Kombëtarja shqiptare e futbollit)은 알바니아를 대표하는 축구 국가대표팀으로 유고슬라비아와의 1946년 발칸컵을 통해 국제 경기 첫 데뷔전을 가졌다. '붉은색과 검은색 군단'이라는 별칭으로 알려져 있으며 에어 알바니아 스타디움을 홈 경기장으로 사용하고 있다.

## 개요
한때 유럽에서 최약체에 속하는 국가였으나 1990년대 초반 공산권의 해체와 소국들의 대거 FIFA 가입으로 국제 대회에서 승률이 점점 높아지더니 결국 마침내 사상 첫 메이저 대회 본선에 오르는 등 실력이 점차 향상하고 있는 추세다.

## 국제 대회 경력

### FIFA 월드컵
2022년 FIFA 월드컵 유럽 지역 예선 I조 10경기에서 6승 4패·조 3위를 차지하며 알바니아 축구 역사상 월드컵 유럽 예선 역대 최고 성적을 거두었고 특히 FIFA 랭킹이 26계단 높은 헝가리와의 2번의 맞대결에서 모두 승리를 거두는 쾌거를 이뤄냈다.

### UEFA 유럽 축구 선수권 대회
UEFA 유로 2016을 통해 사상 첫 메이저 대회 본선에 오른 이후 루마니아와의 A조 조별리그 최종전에서 아르만도 사디쿠의 결승골로 알바니아 축구 역사상 메이저 대회 본선 첫 승의 감격을 맛보았고 2번째 본선 무대인 UEFA 유로 2024에서는 크로아티아를 상대로 2회 연속 유로 대회 승점 획득에 성공했다.

### UEFA 네이션스리그

#### 2018-19년 리그 C
유럽 네이션스리그 첫 시즌 리그 C에 편입된 알바니아는 1조에서 스코틀랜드, 이스라엘을 상대로 4경기 1승 3패·조 최하위에 머물렀으나 차기 시즌의 리그 진행 방식 변경으로 인해 리그 D로의 강등은 이뤄지지 않았다.

## 기타 국제 대회 경력
1946년 발칸컵에서는 비록 세르비아에게 2-3으로 패했지만 내리 2경기를 잡아내면서 사상 첫 국제 대회 우승을 차지했고 2000년 몰타 4개국 친선 축구 대회에서도 54년만에 통산 2번째 국제 대회 정상에 올랐다. 그러나 지중해 경기 대회에는 4번 출전하였으나 모두 조별리그 탈락의 고배를 마셨다.

## FIFA 월드컵 (본선)
| 년도   | 결과                          | 순위                          | 경기                          | 승                            | 무*                           | 패                            | 득점                          | 실점                          | 승점                          |
| ------ | ----------------------------- | ----------------------------- | ----------------------------- | ----------------------------- | ----------------------------- | ----------------------------- | ----------------------------- | ----------------------------- | ----------------------------- |
| 1930년 | 비회원국                      | 비회원국                      | 비회원국                      | 비회원국                      | 비회원국                      | 비회원국                      | 비회원국                      | 비회원국                      | 비회원국                      |
| 1934년 | 불참                          | 불참                          | 불참                          | 불참                          | 불참                          | 불참                          | 불참                          | 불참                          | 불참                          |
| 1938년 | 불참                          | 불참                          | 불참                          | 불참                          | 불참                          | 불참                          | 불참                          | 불참                          | 불참                          |
| 1950년 | 불참                          | 불참                          | 불참                          | 불참                          | 불참                          | 불참                          | 불참                          | 불참                          | 불참                          |
| 1954년 | 불참                          | 불참                          | 불참                          | 불참                          | 불참                          | 불참                          | 불참                          | 불참                          | 불참                          |
| 1958년 | 불참                          | 불참                          | 불참                          | 불참                          | 불참                          | 불참                          | 불참                          | 불참                          | 불참                          |
| 1962년 | 불참                          | 불참                          | 불참                          | 불참                          | 불참                          | 불참                          | 불참                          | 불참                          | 불참                          |
| 1966년 | 예선 탈락                     | 예선 탈락                     | 예선 탈락                     | 예선 탈락                     | 예선 탈락                     | 예선 탈락                     | 예선 탈락                     | 예선 탈락                     | 예선 탈락                     |
| 1970년 | 참가 신청이 받아들여지지 않음 | 참가 신청이 받아들여지지 않음 | 참가 신청이 받아들여지지 않음 | 참가 신청이 받아들여지지 않음 | 참가 신청이 받아들여지지 않음 | 참가 신청이 받아들여지지 않음 | 참가 신청이 받아들여지지 않음 | 참가 신청이 받아들여지지 않음 | 참가 신청이 받아들여지지 않음 |
| 1974년 | 예선 탈락                     | 예선 탈락                     | 예선 탈락                     | 예선 탈락                     | 예선 탈락                     | 예선 탈락                     | 예선 탈락                     | 예선 탈락                     | 예선 탈락                     |
| 1978년 | 불참                          | 불참                          | 불참                          | 불참                          | 불참                          | 불참                          | 불참                          | 불참                          | 불참                          |
| 1982년 | 예선 탈락                     | 예선 탈락                     | 예선 탈락                     | 예선 탈락                     | 예선 탈락                     | 예선 탈락                     | 예선 탈락                     | 예선 탈락                     | 예선 탈락                     |
| 1986년 | 예선 탈락                     | 예선 탈락                     | 예선 탈락                     | 예선 탈락                     | 예선 탈락                     | 예선 탈락                     | 예선 탈락                     | 예선 탈락                     | 예선 탈락                     |
| 1990년 | 예선 탈락                     | 예선 탈락                     | 예선 탈락                     | 예선 탈락                     | 예선 탈락                     | 예선 탈락                     | 예선 탈락                     | 예선 탈락                     | 예선 탈락                     |
| 1994년 | 예선 탈락                     | 예선 탈락                     | 예선 탈락                     | 예선 탈락                     | 예선 탈락                     | 예선 탈락                     | 예선 탈락                     | 예선 탈락                     | 예선 탈락                     |
| 1998년 | 예선 탈락                     | 예선 탈락                     | 예선 탈락                     | 예선 탈락                     | 예선 탈락                     | 예선 탈락                     | 예선 탈락                     | 예선 탈락                     | 예선 탈락                     |
| 2002년 | 예선 탈락                     | 예선 탈락                     | 예선 탈락                     | 예선 탈락                     | 예선 탈락                     | 예선 탈락                     | 예선 탈락                     | 예선 탈락                     | 예선 탈락                     |
| 2006년 | 예선 탈락                     | 예선 탈락                     | 예선 탈락                     | 예선 탈락                     | 예선 탈락                     | 예선 탈락                     | 예선 탈락                     | 예선 탈락                     | 예선 탈락                     |
| 2010년 | 예선 탈락                     | 예선 탈락                     | 예선 탈락                     | 예선 탈락                     | 예선 탈락                     | 예선 탈락                     | 예선 탈락                     | 예선 탈락                     | 예선 탈락                     |
| 2014년 | 예선 탈락                     | 예선 탈락                     | 예선 탈락                     | 예선 탈락                     | 예선 탈락                     | 예선 탈락                     | 예선 탈락                     | 예선 탈락                     | 예선 탈락                     |
| 2018년 | 예선 탈락                     | 예선 탈락                     | 예선 탈락                     | 예선 탈락                     | 예선 탈락                     | 예선 탈락                     | 예선 탈락                     | 예선 탈락                     | 예선 탈락                     |
| 합계   |                               |                               |                               |                               |                               |                               |                               |                               |                               |

## FIFA 월드컵 (예선)
| 1930년 | 비회원국                                  | 비회원국                                  | 비회원국                                  | 비회원국                                  | 비회원국                                  | 비회원국                                  | 비회원국                                  |                                           |                                           |
| 1934년 | 불참                                      | 불참                                      | 불참                                      | 불참                                      | 불참                                      | 불참                                      | 불참                                      |                                           |                                           |
| 1938년 | 불참                                      | 불참                                      | 불참                                      | 불참                                      | 불참                                      | 불참                                      | 불참                                      |                                           |                                           |
| 1950년 | 불참                                      | 불참                                      | 불참                                      | 불참                                      | 불참                                      | 불참                                      | 불참                                      |                                           |                                           |
| 1954년 | 불참                                      | 불참                                      | 불참                                      | 불참                                      | 불참                                      | 불참                                      | 불참                                      |                                           |                                           |
| 1958년 | 불참                                      | 불참                                      | 불참                                      | 불참                                      | 불참                                      | 불참                                      | 불참                                      |                                           |                                           |
| 1962년 | 불참                                      | 불참                                      | 불참                                      | 불참                                      | 불참                                      | 불참                                      | 불참                                      |                                           |                                           |
| 1966년 | 6                                         | 0                                         | 1                                         | 5                                         | 2                                         | 12                                        | 1                                         |                                           |                                           |
| 1970년 | 참가 신청이 받아들여지지 않음             | 참가 신청이 받아들여지지 않음             | 참가 신청이 받아들여지지 않음             | 참가 신청이 받아들여지지 않음             | 참가 신청이 받아들여지지 않음             | 참가 신청이 받아들여지지 않음             | 참가 신청이 받아들여지지 않음             |                                           |                                           |
| 1974년 | 6                                         | 1                                         | 0                                         | 5                                         | 3                                         | 13                                        | 3                                         |                                           |                                           |
| 1978년 | 불참                                      | 불참                                      | 불참                                      | 불참                                      | 불참                                      | 불참                                      | 불참                                      |                                           |                                           |
| 1982년 | 8                                         | 1                                         | 0                                         | 7                                         | 4                                         | 22                                        | 3                                         |                                           |                                           |
| 1986년 | 6                                         | 1                                         | 2                                         | 3                                         | 6                                         | 9                                         | 5                                         |                                           |                                           |
| 1990년 | 6                                         | 0                                         | 0                                         | 6                                         | 3                                         | 15                                        | 0                                         |                                           |                                           |
| 1994년 | 12                                        | 1                                         | 2                                         | 9                                         | 6                                         | 26                                        | 5                                         |                                           |                                           |
| 1998년 | 10                                        | 1                                         | 1                                         | 8                                         | 7                                         | 20                                        | 4                                         |                                           |                                           |
| 2002년 | 8                                         | 1                                         | 0                                         | 7                                         | 5                                         | 14                                        | 3                                         |                                           |                                           |
| 2006년 | 12                                        | 4                                         | 1                                         | 7                                         | 11                                        | 20                                        | 13                                        |                                           |                                           |
| 2010년 | 10                                        | 1                                         | 4                                         | 5                                         | 6                                         | 13                                        | 7                                         |                                           |                                           |
| 2014년 | 10                                        | 3                                         | 2                                         | 5                                         | 9                                         | 11                                        | 11                                        |                                           |                                           |
| 2018년 | 10                                        | 4                                         | 1                                         | 5                                         | 10                                        | 13                                        | 13                                        |                                           |                                           |
| 합계   | 104                                       | 18                                        | 14                                        | 72                                        | 72                                        | 188                                       | 68                                        |                                           |                                           |
| 순위   | 월드컵 예선 승점 순위 : 104위 (유럽 37위) | 월드컵 예선 승점 순위 : 104위 (유럽 37위) | 월드컵 예선 승점 순위 : 104위 (유럽 37위) | 월드컵 예선 승점 순위 : 104위 (유럽 37위) | 월드컵 예선 승점 순위 : 104위 (유럽 37위) | 월드컵 예선 승점 순위 : 104위 (유럽 37위) | 월드컵 예선 승점 순위 : 104위 (유럽 37위) | 월드컵 예선 승점 순위 : 104위 (유럽 37위) | 월드컵 예선 승점 순위 : 104위 (유럽 37위) |

## UEFA 유럽 축구 선수권 대회(본선)
| UEFA 유로컵 본선 기록 | UEFA 유로컵 본선 기록                  | UEFA 유로컵 본선 기록                  | UEFA 유로컵 본선 기록                  | UEFA 유로컵 본선 기록                  | UEFA 유로컵 본선 기록                  | UEFA 유로컵 본선 기록                  | UEFA 유로컵 본선 기록                  | UEFA 유로컵 본선 기록                  | UEFA 유로컵 본선 기록                  |
| 년도                  | 결과                                   | 순위                                   | 경기                                   | 승                                     | 무*                                    | 패                                     | 득점                                   | 실점                                   | 승점                                   |
| --------------------- | -------------------------------------- | -------------------------------------- | -------------------------------------- | -------------------------------------- | -------------------------------------- | -------------------------------------- | -------------------------------------- | -------------------------------------- | -------------------------------------- |
| 1960년                | 참가 자격 없음                         | 참가 자격 없음                         | 참가 자격 없음                         | 참가 자격 없음                         | 참가 자격 없음                         | 참가 자격 없음                         | 참가 자격 없음                         | 참가 자격 없음                         | 참가 자격 없음                         |
| 1964년                | 예선 탈락                              | 예선 탈락                              | 예선 탈락                              | 예선 탈락                              | 예선 탈락                              | 예선 탈락                              | 예선 탈락                              | 예선 탈락                              | 예선 탈락                              |
| 1968년                | 예선 탈락                              | 예선 탈락                              | 예선 탈락                              | 예선 탈락                              | 예선 탈락                              | 예선 탈락                              | 예선 탈락                              | 예선 탈락                              | 예선 탈락                              |
| 1972년                | 예선 탈락                              | 예선 탈락                              | 예선 탈락                              | 예선 탈락                              | 예선 탈락                              | 예선 탈락                              | 예선 탈락                              | 예선 탈락                              | 예선 탈락                              |
| 1976년                | 참가 자격 없음                         | 참가 자격 없음                         | 참가 자격 없음                         | 참가 자격 없음                         | 참가 자격 없음                         | 참가 자격 없음                         | 참가 자격 없음                         | 참가 자격 없음                         | 참가 자격 없음                         |
| 1980년                | 참가 자격 없음                         | 참가 자격 없음                         | 참가 자격 없음                         | 참가 자격 없음                         | 참가 자격 없음                         | 참가 자격 없음                         | 참가 자격 없음                         | 참가 자격 없음                         | 참가 자격 없음                         |
| 1984년                | 예선 탈락                              | 예선 탈락                              | 예선 탈락                              | 예선 탈락                              | 예선 탈락                              | 예선 탈락                              | 예선 탈락                              | 예선 탈락                              | 예선 탈락                              |
| 1988년                | 예선 탈락                              | 예선 탈락                              | 예선 탈락                              | 예선 탈락                              | 예선 탈락                              | 예선 탈락                              | 예선 탈락                              | 예선 탈락                              | 예선 탈락                              |
| 1992년                | 예선 탈락                              | 예선 탈락                              | 예선 탈락                              | 예선 탈락                              | 예선 탈락                              | 예선 탈락                              | 예선 탈락                              | 예선 탈락                              | 예선 탈락                              |
| 1996년                | 예선 탈락                              | 예선 탈락                              | 예선 탈락                              | 예선 탈락                              | 예선 탈락                              | 예선 탈락                              | 예선 탈락                              | 예선 탈락                              | 예선 탈락                              |
| 2000년                | 예선 탈락                              | 예선 탈락                              | 예선 탈락                              | 예선 탈락                              | 예선 탈락                              | 예선 탈락                              | 예선 탈락                              | 예선 탈락                              | 예선 탈락                              |
| 2004년                | 예선 탈락                              | 예선 탈락                              | 예선 탈락                              | 예선 탈락                              | 예선 탈락                              | 예선 탈락                              | 예선 탈락                              | 예선 탈락                              | 예선 탈락                              |
| 2008년                | 예선 탈락                              | 예선 탈락                              | 예선 탈락                              | 예선 탈락                              | 예선 탈락                              | 예선 탈락                              | 예선 탈락                              | 예선 탈락                              | 예선 탈락                              |
| 2012년                | 예선 탈락                              | 예선 탈락                              | 예선 탈락                              | 예선 탈락                              | 예선 탈락                              | 예선 탈락                              | 예선 탈락                              | 예선 탈락                              | 예선 탈락                              |
| 2016년                | 조별리그                               | 18위                                   | 3                                      | 1                                      | 0                                      | 2                                      | 1                                      | 3                                      | 3                                      |
| 2020년                | 예선 탈락                              | 예선 탈락                              | 예선 탈락                              | 예선 탈락                              | 예선 탈락                              | 예선 탈락                              | 예선 탈락                              | 예선 탈락                              | 예선 탈락                              |
| 2024년                | 조별리그                               | 24위                                   | 3                                      | 0                                      | 1                                      | 2                                      | 3                                      | 5                                      | 1                                      |
| 합계                  | 2회 진출(2/17)                         | 조별리그(2회)                          | 6                                      | 1                                      | 1                                      | 4                                      | 4                                      | 8                                      | 4                                      |
| 순위                  | UEFA 유럽 축구 선수권 대회 순위 : 28위 | UEFA 유럽 축구 선수권 대회 순위 : 28위 | UEFA 유럽 축구 선수권 대회 순위 : 28위 | UEFA 유럽 축구 선수권 대회 순위 : 28위 | UEFA 유럽 축구 선수권 대회 순위 : 28위 | UEFA 유럽 축구 선수권 대회 순위 : 28위 | UEFA 유럽 축구 선수권 대회 순위 : 28위 | UEFA 유럽 축구 선수권 대회 순위 : 28위 | UEFA 유럽 축구 선수권 대회 순위 : 28위 |

### UEFA 유럽 축구 선수권 대회(예선)
| 1960년 | 참가 자격 없음             | 참가 자격 없음             | 참가 자격 없음             | 참가 자격 없음             | 참가 자격 없음             | 참가 자격 없음             | 참가 자격 없음             |                            |                            |
| 1964년 | 4                          | 3                          | 0                          | 1                          | 5                          | 4                          | 9                          |                            |                            |
| 1968년 | 4                          | 0                          | 1                          | 3                          | 0                          | 12                         | 1                          |                            |                            |
| 1972년 | 6                          | 1                          | 1                          | 4                          | 5                          | 9                          | 4                          |                            |                            |
| 1976년 | 참가 자격 없음             | 참가 자격 없음             | 참가 자격 없음             | 참가 자격 없음             | 참가 자격 없음             | 참가 자격 없음             | 참가 자격 없음             |                            |                            |
| 1980년 | 참가 자격 없음             | 참가 자격 없음             | 참가 자격 없음             | 참가 자격 없음             | 참가 자격 없음             | 참가 자격 없음             | 참가 자격 없음             |                            |                            |
| 1984년 | 8                          | 0                          | 2                          | 6                          | 4                          | 14                         | 2                          |                            |                            |
| 1988년 | 6                          | 0                          | 0                          | 6                          | 2                          | 17                         | 0                          |                            |                            |
| 1992년 | 7                          | 1                          | 0                          | 6                          | 2                          | 21                         | 3                          |                            |                            |
| 1996년 | 10                         | 2                          | 2                          | 6                          | 10                         | 16                         | 8                          |                            |                            |
| 2000년 | 10                         | 1                          | 4                          | 5                          | 8                          | 14                         | 7                          |                            |                            |
| 2004년 | 8                          | 2                          | 2                          | 4                          | 11                         | 15                         | 8                          |                            |                            |
| 2008년 | 12                         | 2                          | 5                          | 5                          | 12                         | 18                         | 11                         |                            |                            |
| 2012년 | 10                         | 2                          | 3                          | 5                          | 7                          | 14                         | 9                          |                            |                            |
| 2016년 | 8                          | 4                          | 2                          | 2                          | 10                         | 5                          | 14                         |                            |                            |
| 2020년 | 10                         | 4                          | 1                          | 5                          | 16                         | 14                         | 13                         |                            |                            |
| 2024년 | 8                          | 4                          | 3                          | 1                          | 12                         | 4                          | 15                         |                            |                            |
| 합계   | 111                        | 26                         | 26                         | 59                         | 104                        | 177                        | 104                        |                            |                            |
| 순위   | 유로 예선 승점 순위 : 35위 | 유로 예선 승점 순위 : 35위 | 유로 예선 승점 순위 : 35위 | 유로 예선 승점 순위 : 35위 | 유로 예선 승점 순위 : 35위 | 유로 예선 승점 순위 : 35위 | 유로 예선 승점 순위 : 35위 | 유로 예선 승점 순위 : 35위 | 유로 예선 승점 순위 : 35위 |

## 지중해 게임
| 지중해 게임 기록 | 지중해 게임 기록 | 지중해 게임 기록 | 지중해 게임 기록 | 지중해 게임 기록 | 지중해 게임 기록 | 지중해 게임 기록 | 지중해 게임 기록 | 지중해 게임 기록 | 지중해 게임 기록 |
| 년도             | 결과             | 순위             | 경기             | 승               | 무*              | 패               | 득점             | 실점             | 승점             |
| ---------------- | ---------------- | ---------------- | ---------------- | ---------------- | ---------------- | ---------------- | ---------------- | ---------------- | ---------------- |
| 1951년           | 불참             | 불참             | 불참             | 불참             | 불참             | 불참             | 불참             | 불참             | 불참             |
| 1955년           | 불참             | 불참             | 불참             | 불참             | 불참             | 불참             | 불참             | 불참             | 불참             |
| 1959년           | 불참             | 불참             | 불참             | 불참             | 불참             | 불참             | 불참             | 불참             | 불참             |
| 1963년           | 불참             | 불참             | 불참             | 불참             | 불참             | 불참             | 불참             | 불참             | 불참             |
| 1967년           | 불참             | 불참             | 불참             | 불참             | 불참             | 불참             | 불참             | 불참             | 불참             |
| 1971년           | 불참             | 불참             | 불참             | 불참             | 불참             | 불참             | 불참             | 불참             | 불참             |
| 1975년           | 불참             | 불참             | 불참             | 불참             | 불참             | 불참             | 불참             | 불참             | 불참             |
| 1979년           | 불참             | 불참             | 불참             | 불참             | 불참             | 불참             | 불참             | 불참             | 불참             |
| 1983년           | 불참             | 불참             | 불참             | 불참             | 불참             | 불참             | 불참             | 불참             | 불참             |
| 1987년           | 진출 실패        | 진출 실패        | 진출 실패        | 진출 실패        | 진출 실패        | 진출 실패        | 진출 실패        | 진출 실패        | 진출 실패        |
| 1991년           | 조별리그         | 7위              | 2                | 1                | 0                | 1                | 2                | 6                | 3                |
| 1993년           | 진출 실패        | 진출 실패        | 진출 실패        | 진출 실패        | 진출 실패        | 진출 실패        | 진출 실패        | 진출 실패        | 진출 실패        |
| 1997년           | 조별리그         | 12위             | 2                | 0                | 0                | 2                | 1                | 7                | 0                |
| 2001년           | 진출 실패        | 진출 실패        | 진출 실패        | 진출 실패        | 진출 실패        | 진출 실패        | 진출 실패        | 진출 실패        | 진출 실패        |
| 2005년           | 진출 실패        | 진출 실패        | 진출 실패        | 진출 실패        | 진출 실패        | 진출 실패        | 진출 실패        | 진출 실패        | 진출 실패        |
| 2009년           | 조별리그         | 10위             | 2                | 0                | 0                | 2                | 1                | 5                | 0                |
| 2013년           | 조별리그         | 8위              | 5                | 0                | 1                | 4                | 5                | 11               | 1                |
| 2018년           |                  |                  |                  |                  |                  |                  |                  |                  |                  |
| 합계             | 4회 진출(4/17)   | 조별리그(4회)    | 11               | 1                | 1                | 9                | 9                | 29               | 4                |

## 현재 선수 명단
다음은 UEFA 유로 2016 최종 스쿼드이다.

출장 및 득점 기록은 2016년 3월 29일, 카타르전 이후를 기준으로 되어 있다.

| 번호 | 위치 | 선수               | 생년월일 (나이)        | 출전 | 득점 | 소속                |
| ---- | ---- | ------------------ | ---------------------- | ---- | ---- | ------------------- |
| 1    | GK   | 에트리트 베리샤    | 1989년 3월 10일(36세)  | 34   | 0    | 라치오              |
| 12   | GK   | 오르게스 셰히      | 1977년 9월 25일(47세)  | 7    | 0    | 스컨데르베우 코르체 |
| 23   | GK   | 알반 호자          | 1987년 11월 23일(37세) | 1    | 0    | 파르티자니 티라나   |
|      |      |                    |                        |      |      |                     |
| 2    | DF   | 안디 릴라          | 1986년 2월 12일(39세)  | 59   | 0    | PAS 지아니아        |
| 4    | DF   | 엘세이드 히사이    | 1994년 2월 20일(31세)  | 19   | 0    | 라치오              |
| 5    | DF   | 로리크 차나 (주장) | 1983년 7월 27일(41세)  | 91   | 1    | 낭트                |
| 6    | DF   | 프레디 베셀리      | 1992년 11월 20일(32세) | 3    | 0    | 루가노              |
| 7    | DF   | 안시 아골리        | 1982년 11월 11일(42세) | 60   | 2    | 카라바흐 FK         |
| 15   | DF   | 머르김 마브라이    | 1986년 6월 9일(39세)   | 25   | 3    | 쾰른                |
| 17   | DF   | 나세르 알리히      | 1993년 12월 27일(31세) | 5    | 0    | 바젤                |
| 18   | DF   | 아를린드 아예티    | 1993년 9월 25일(31세)  | 9    | 1    | 프로시노네          |
|      |      |                    |                        |      |      |                     |
| 3    | MF   | 에르미르 레냐니    | 1989년 8월 5일(35세)   | 18   | 3    | 낭트                |
| 8    | MF   | 미젠 바샤          | 1987년 1월 5일(38세)   | 18   | 3    | 코모                |
| 9    | MF   | 레디안 메무샤이    | 1986년 12월 7일(38세)  | 13   | 0    | 페스카라            |
| 11   | MF   | 슈컬젠 가시        | 1988년 7월 15일(36세)  | 13   | 1    | 콜로라도 래피즈     |
| 13   | MF   | 부림 쿠켈리        | 1984년 1월 16일(41세)  | 15   | 0    | 취리히              |
| 14   | MF   | 타울란트 자카      | 1991년 3월 28일(34세)  | 11   | 0    | 바젤                |
| 20   | MF   | 에르기스 카체      | 1993년 7월 8일(31세)   | 15   | 2    | PAOK                |
| 21   | MF   | 오디세 로시        | 1991년 5월 22일(34세)  | 32   | 1    | 리예카              |
| 22   | MF   | 아미르 아브라시    | 1990년 3월 27일(35세)  | 17   | 0    | 프라이부르크        |
|      |      |                    |                        |      |      |                     |
| 10   | FW   | 아르만도 사디쿠    | 1991년 5월 27일(34세)  | 19   | 4    | 파두츠              |
| 16   | FW   | 소콜 치칼레시      | 1990년 7월 27일(34세)  | 19   | 2    | 이스탄불 바샥셰히르 |
| 19   | FW   | 베킴 발라이        | 1991년 1월 11일(34세)  | 15   | 2    | 리예카              |

## 역대 감독
| 감독              | 임기        |
| ----------------- | ----------- |
| 류비샤 브로치치   | 1946        |
| 주세페 도세나     | 2002        |
| 한스페터 브리겔   | 2002 ~ 2006 |
| 아리 한           | 2008 ~ 2009 |
| 잔니 데 비아시    | 2011 ~ 2017 |
| 크리스티안 파누치 | 2017 ~ 2019 |
| 에도아르도 레야   | 2019 ~ 2022 |
| 시우비뉴          | 2023 ~      |

## 같이 보기
- 알바니아 축구 협회